# Det Gyldne Skind
Det Gyldne Skind stammer fra den vædder, Phrixos og Helle fik af deres moder Nephele. Deres far  kong Athamas var Jasons grandonkel. Kong Athamas forstødte Nephele og giftede sig med Ino. Ino forfulgte Phrixos og Helle, og det var grunden til, at de fik den gyldne talende vædder af deres moder. Vædderen havde Nephele fået af guden Hermes.
Phrixos og Helle satte sig op på vædderen og satte kurs mod landet Kolchis i den fjerneste del af Sortehavet. Helle blev svimmel over havet Hellespont og faldt af vædderen og døde.
Da Phrixos nåede land, ofrede han efter gudernes vilje vædderen til Zeus. Før ofringen slap vædderen ud af sit skind og blev af guderne sat på himmelen som tak. Phrixos tog skindet og hængte det i et træ, hvor det blev bevogtet af en drage.
Jasons onkel krævede, at han skulle hente Det Gyldne Skind fra Kolchis for at sone slægtens forbandelse. Onklen håbede, at det er en umulig opgave, og at han selv kunne beholde kongemagten, som tilkommer Jason. 
Thorvaldsen har i sin berømte skulptur vist Jason komme tilbage med skindet.
Den habsburgske orden "Den gyldne Vlies" har skindet som ordenstegn.